# Саломон ван Рейсдал
Саломон ван Рейсдал або Саломо́н ван Ра́йздал (нід. Salomon van Ruysdael,  Help:IPA/Dutch: fɑn ˈrœyzdaːl) ; бл. 1602, Наарден — 3 листопада 1670, Гарлем) — нідерландський художник-пейзажист; він — дядько Якоба ван Рейсдала.

## Біографія
Про роки навчання Саломона ван Рейсдала нічого невідомо. На його творче становлення, безумовно, мав вплив Есаяс ван де Вельде, як видно з сюжетів його картин і техніки живопису.
Найкращі твори Саломона ван Рейсдала відносяться до 1650—1660 років. Всі його полотна присвячені оспівуванню голландської природи. На його пейзажах зображені села на берегах річок і каналів, а також лісові ландшафти.
На відміну від Якоба Рейсдала, Саломон зображував людей, часто групами, як того вимагали сцени сільського життя. Саломон Рейсдал писав і зимові пейзажі, іноді натюрморти («Натюрморт з дичиною та індиком», Лувр, Париж).
Полотна Саломона ван Рейсдала нечисленні, вони зберігаються в музеях Амстердама, Берліна, Мюнхена, Роттердама, Франкфурта й у приватних колекціях.
Художником став і син Саломона ван Рейсдала (двоюрідний брат Якоба ван Рейсдала), який звався також Якоб ван Рейсдал, проте йому не судилося досягти їх слави.

## Галерея

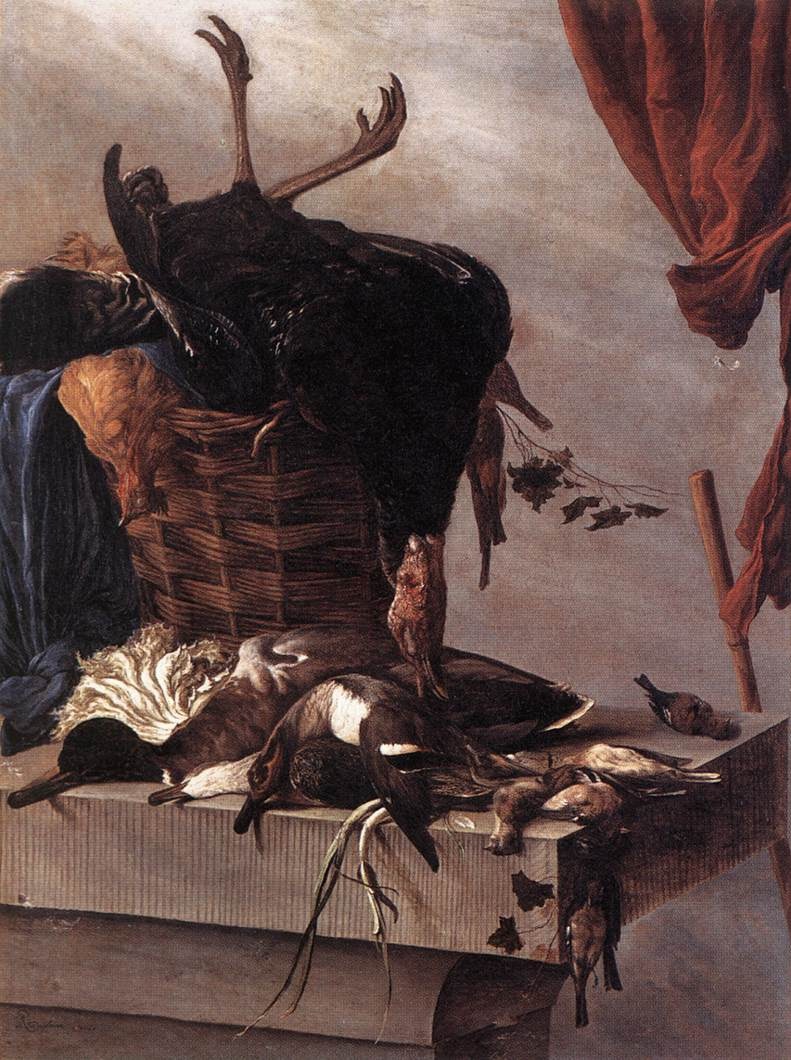
Саломон ван Рейсдал. «Натюрморт з дичиною та індиком», Лувр, Париж.

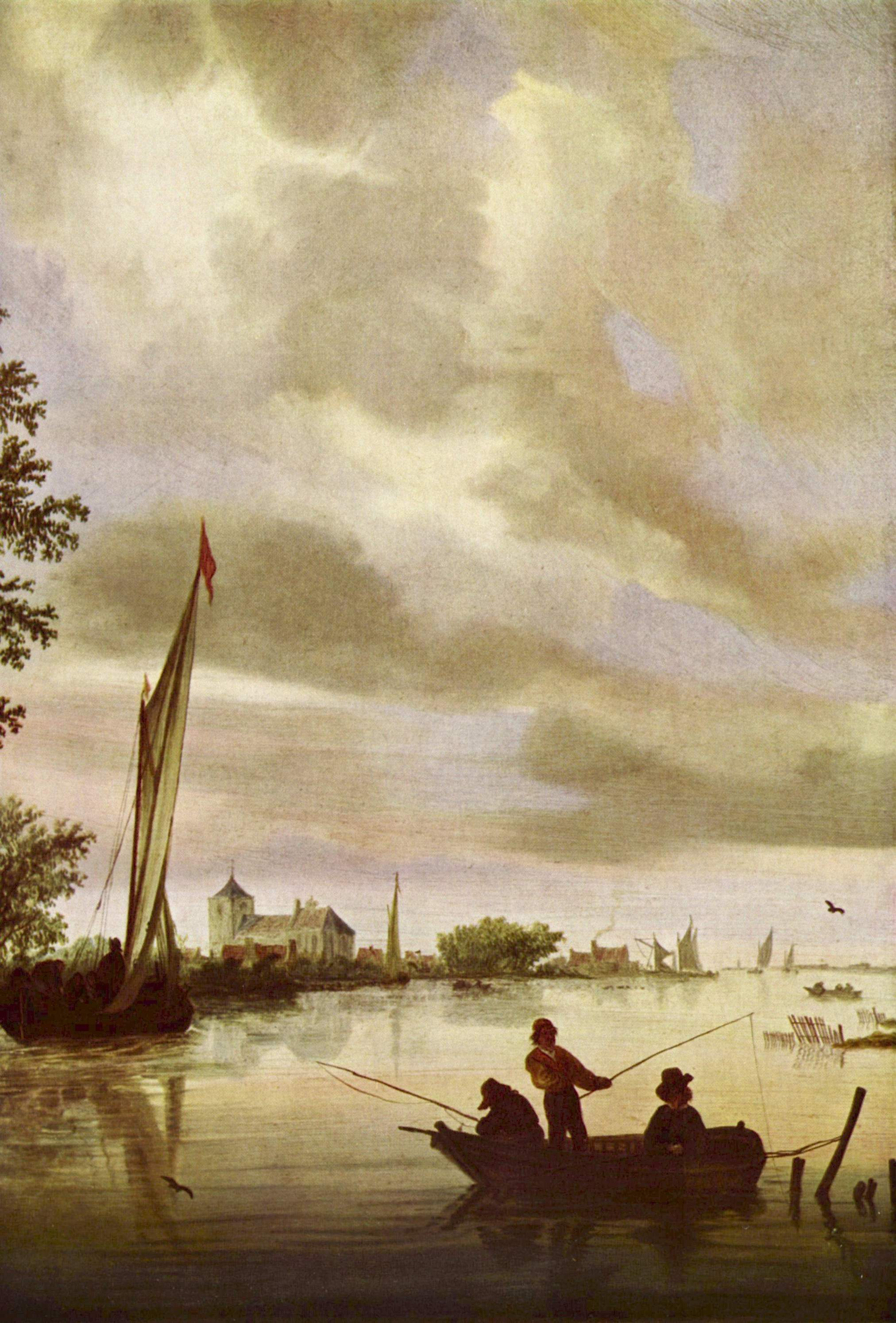
«Річковий пейзаж». 1632. Кунстгалле. Гамбург
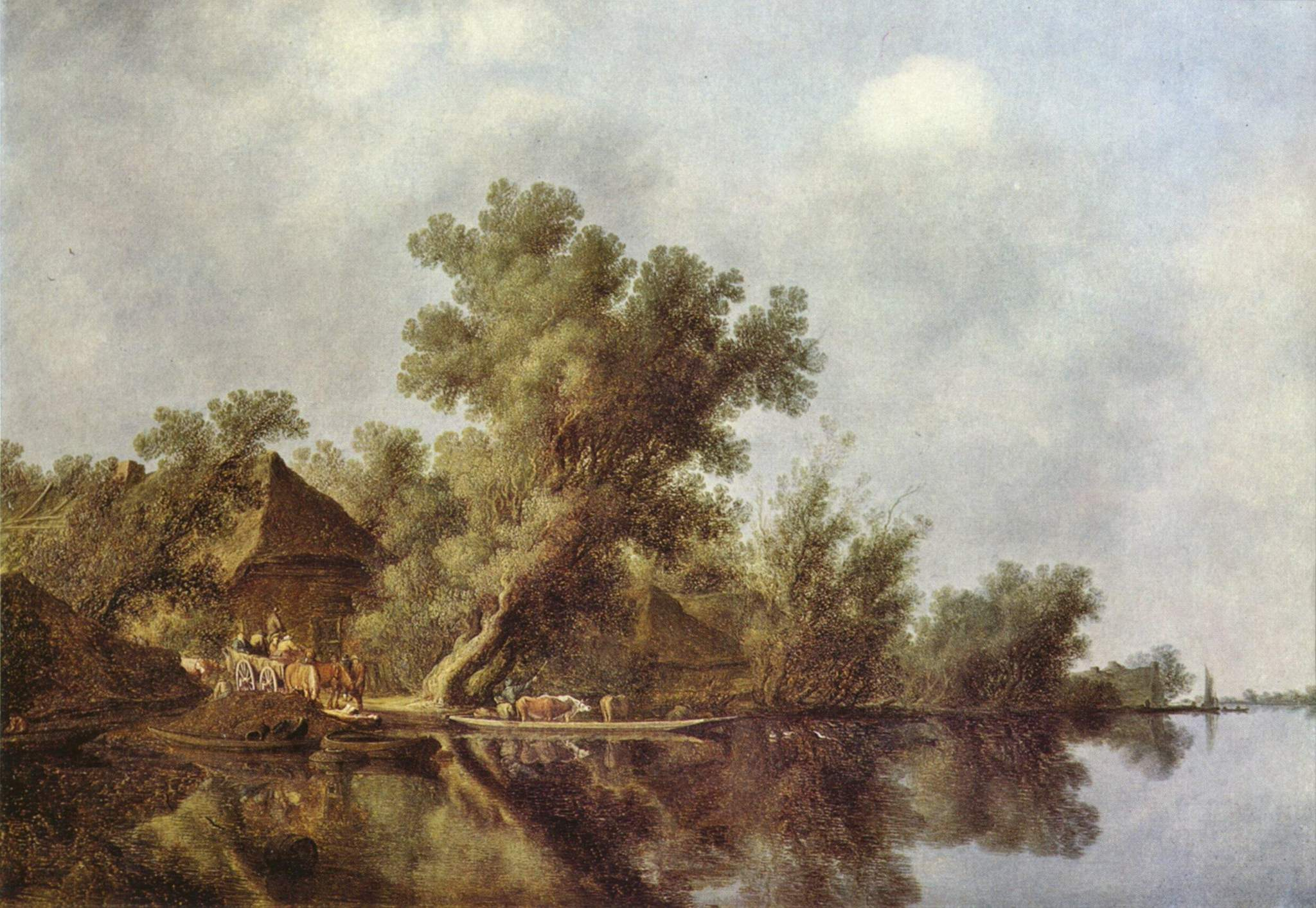
«Річковий пейзаж з поромом». 1639. Стара пінакотека. Мюнхен
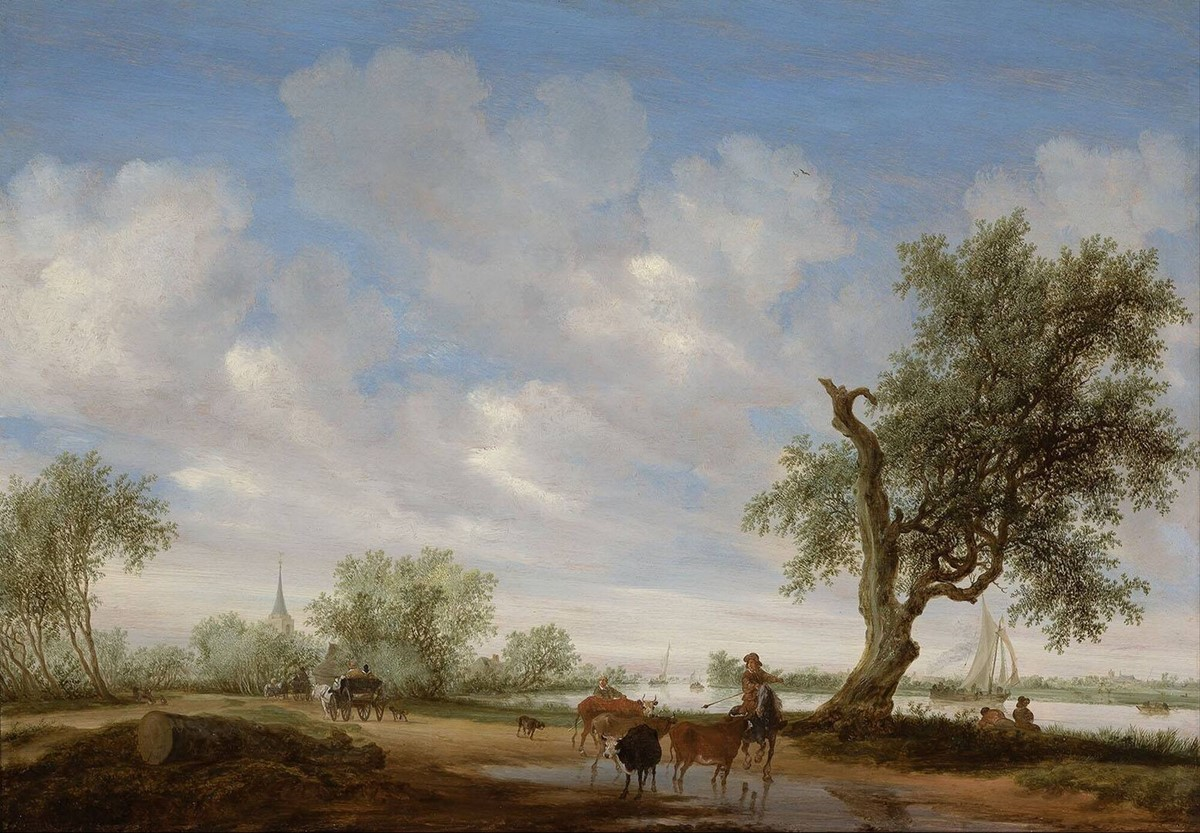
«Краєвид з дорогою вздовж річки». 1646. Музей Бойманс ван Бенінгена. Роттердам
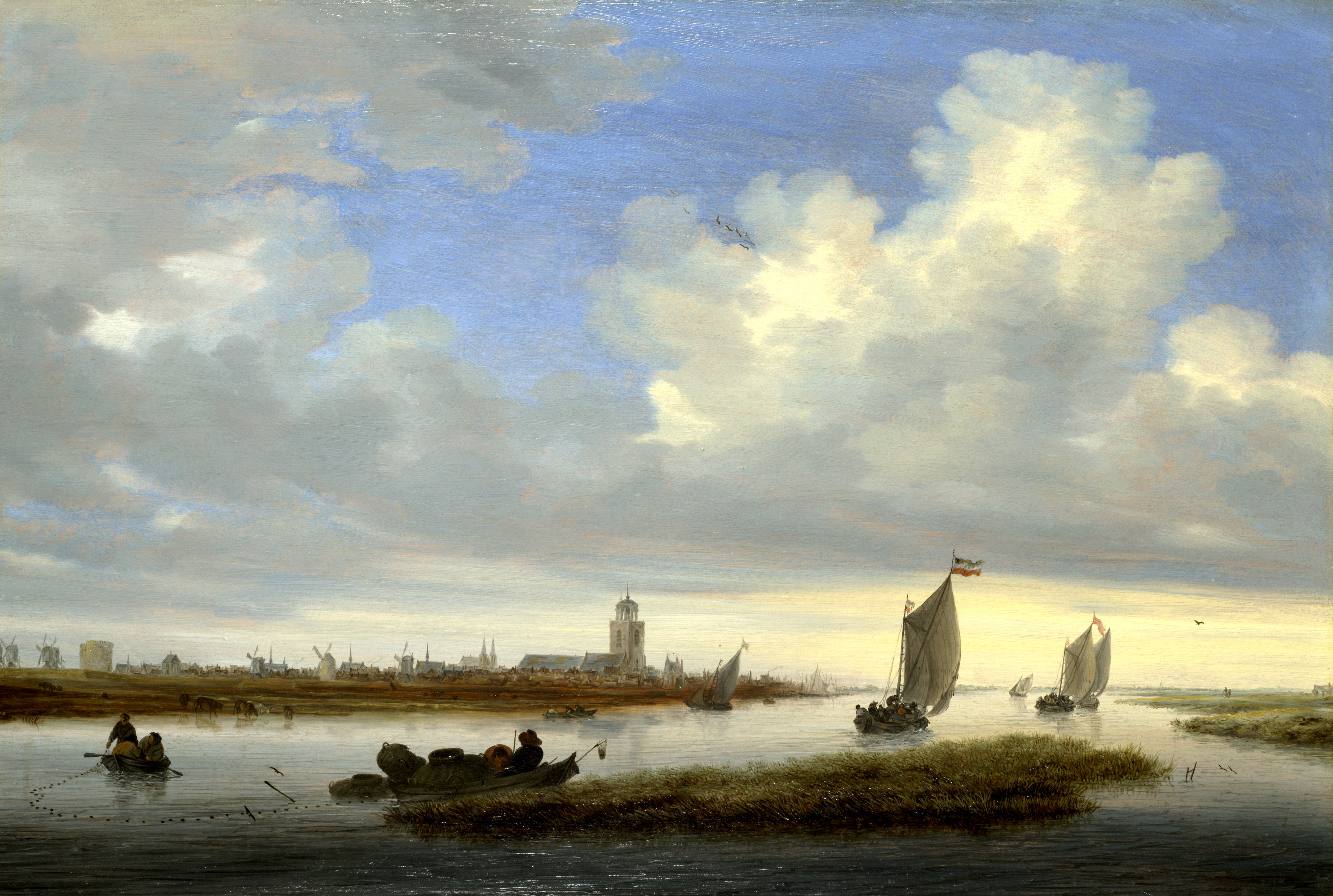
«Вид на Девентер». 1657. Національна галерея. Лондон